# ジョン・ハブリチェック
ジョン・J・ハブリチェック (John J. Havlicek, 1940年4月8日 - 2019年4月25日) は、アメリカ合衆国・オハイオ州マーティンズフェリー出身の元プロバスケットボール選手である。1960年代から1970年代にかけてNBAのボストン・セルティックスで活躍した。攻守両面でチームの中核的な存在であり続け、セルティックスの黄金時代後期を支えた。1983年に殿堂入り。ニックネームのホンド (Hondo) は、ジョン・ウェイン主演の同名の映画にちなむ。プロ野球選手ブライアン・ブキャナンの岳父。

## 経歴

### プロ入りまで
オハイオ州立大学在籍中の1960年、彼のチームはNCAAトーナメント制覇を果たしている。チームメートには、将来殿堂入りするジェリー・ルーカスやのちに監督としても有名になるボブ・ナイトがいた。
高校生の時にはアメリカンフットボールの選手としても有名で、大学時代にはバスケットボールに専念していたにもかかわらず、卒業時にはNFLのクリーブランド・ブラウンズからも7順目でドラフトされている。NBAではボストン・セルティックスにより1順目で指名を受け、1962年にセルティックスに入団する。のちには偉大な選手として歴史に残るハブリチェックだが、当初のセルティックスは過大な期待はせず、ベンチメンバーの一人程度に考えていたようだ。

### キャリア前半

#### 「6番目の男」
この頃のセルティックスは、ビル・ラッセル、ビル・シャーマン、ボブ・クージーらの名選手たちにより4連覇を果たしていたところだった。新人のハブリチェックは控え選手としてチームに貢献、1963年にセルティックスは5年連続のリーグ制覇を実現した。
翌シーズンから数シーズンにわたってハブリチェックは控え選手だったが、チームへの貢献度の高さは明らかだった。ハブリチェックはシュートがうまく必要な時に得点することができ、リバウンドやパスでも印象的な数字を残した。ガード・フォワードの両方のポジションをこなし、ディフェンス面でも非常に優秀なオールラウンダーだった。スタミナに恵まれていることでも有名で、ニューヨーク・ニックスのレッド・ホルツマン監督は「これほどスタミナのある選手は知らない」と語っている。
キャリア前半のハブリチェックは、ベンチから試合に投入されるシックススマン(sixth man)としてチームの連覇を支えた。控え選手であるにもかかわらず、数シーズンの間ハブリチェックはチームで最も出場時間の多い選手であり、得点でもチーム首位ないし2位だった。「6番目の男」の果たした役割は評価され、2年目の1964年、そして1966年から1970年にかけて連続でオールNBAセカンドチームに選出されている。

#### 伝説的なスティール
ハブリチェックは勝負強さを持ち合わせた選手でもあった。よく知られるプレイは、1965年のプレイオフ、フィラデルフィア・セブンティシクサーズ(76ers)と対戦したイースタン・ディビジョン・ファイナルでのスティールである。最終の第7戦、残り5秒でセルティックスが110対109と1点リードしている場面で、76ersのハル・グリアからのインバウンズパスを弾き、セルティックスのNBAファイナル進出を決定させた。
このプレイは、長年にわたりセルティックスの試合のラジオ実況を勤めたアナウンサージョニー・モーストの Havlicek steals it!（「ハブリチェックがスティール！」） という絶叫で非常に有名になった。
NBAファイナルに進んだセルティックスはロサンゼルス・レイカーズを下し優勝を果たす。このシーズンを含め、セルティックスは1966年まで優勝し続け、8連覇という不朽の功績を残した。

### キャリア後半
10年以上にわたりチームの中心だったビル・ラッセルが引退し、トム・ヘインソーンが監督に就任すると、ハブリチェックは先発となった。1969-70シーズンには得点、アシスト、リバウンドでチーム首位、翌シーズンには28.9得点、7.5アシスト、9.0リバウンド、出場時間もリーグ最長となり、オールNBAファーストチーム入りを果たした。このシーズンから1974年までオールNBAファーストチーム選出、そしてオールNBAディフェンシブファーストチームには1972年から1976年まで連続で選ばれた。
セルティックスはラッセルが引退した1969年以来優勝から遠ざかっていたが、1974年には再びNBAファイナルに進出し、カリーム・アブドゥル＝ジャバー率いるミルウォーキー・バックスと対戦した。シリーズは2試合の延長戦を含み第7戦までもつれる激戦となり、最終戦を制したセルティックスが5年ぶりの優勝を決めた。ハブリチェックはファイナルMVPに選ばれた。
2年後の1976年にも、セルティックスはNBAファイナルに進出する。チームではデイブ・コーエンスなど新しい世代の選手たちが活躍しており、30代後半になっていたハブリチェックが残す数字はかつてに比べれば下がっていた。このシーズン、優勝を争った相手はフェニックス・サンズだった。6試合で終わったシリーズ中、延長3回までもつれ込んだ第5戦はNBA史上最高の名勝負とも言われる。激しいシリーズを制したのはセルティックスで、ハブリチェックの優勝回数は8回になっていた。
さらに2年後の1977-78シーズンを32勝50敗と大きく負け越したセルティックスはプレイオフ進出を逃してしまう。この年既に38歳になるハブリチェックは引退を表明した。引退した時点のNBAでは最も多くの試合に出場した選手であり、26,395得点は今でもセルティックス史上最多の生涯通算得点である。
引退後の1980年には、NBA35周年を記念したオールタイムチームに選出されている。1996年にNBA50周年を記念した「歴史上の偉大な50人の選手」にも選ばれている。

## NBA個人成績

### レギュラーシーズン
| シーズン     | チーム       | GP    | GS | MPG  | FG%  | 3P% | FT%  | RPG | APG | SPG | BPG | PPG  |
| ------------ | ------------ | ----- | -- | ---- | ---- | --- | ---- | --- | --- | --- | --- | ---- |
| 1962–63      | BOS          | 80    | –  | 27.5 | .445 | –   | .728 | 6.7 | 2.2 |     |     | 14.3 |
| 1963–64      | BOS          | 80    | –  | 32.3 | .417 | –   | .746 | 5.4 | 3.0 |     |     | 19.9 |
| 1964–65      | BOS          | 75    | –  | 28.9 | .401 | –   | .744 | 4.9 | 2.7 |     |     | 18.3 |
| 1965–66      | BOS          | 71    | –  | 30.6 | .399 | –   | .785 | 6.0 | 3.0 |     |     | 18.8 |
| 1966–67      | BOS          | 81    | –  | 32.1 | .444 | –   | .828 | 6.6 | 3.4 |     |     | 21.4 |
| 1967–68      | BOS          | 82    | –  | 35.6 | .429 | –   | .812 | 6.7 | 4.7 |     |     | 20.7 |
| 1968–69      | BOS          | 82    | –  | 38.7 | .405 | –   | .780 | 7.0 | 5.4 |     |     | 21.6 |
| 1969–70      | BOS          | 81    | –  | 41.6 | .464 | –   | .844 | 7.8 | 6.8 |     |     | 24.2 |
| 1970–71      | BOS          | 81    | –  | 45.4 | .450 | –   | .818 | 9.0 | 7.5 |     |     | 28.9 |
| 1971–72      | BOS          | 82    | –  | 45.1 | .458 | –   | .834 | 8.2 | 7.5 |     |     | 27.5 |
| 1972–73      | BOS          | 80    | –  | 42.1 | .450 | –   | .858 | 7.1 | 6.6 |     |     | 23.8 |
| 1973–74      | BOS          | 76    | –  | 40.7 | .456 | –   | .832 | 6.4 | 5.9 | 1.3 | .4  | 22.6 |
| 1974–75      | BOS          | 82    | –  | 38.2 | .455 | –   | .870 | 5.9 | 5.3 | 1.3 | .2  | 19.2 |
| 1975–76      | BOS          | 76    | –  | 34.2 | .450 | –   | .844 | 4.1 | 3.7 | 1.3 | .4  | 17.0 |
| 1976–77      | BOS          | 79    | –  | 36.9 | .452 | –   | .816 | 4.8 | 5.1 | 1.1 | .2  | 17.7 |
| 1977–78      | BOS          | 82    | –  | 34.1 | .449 | –   | .855 | 4.0 | 4.0 | 1.1 | .3  | 16.1 |
| オールスター | オールスター | 13    | 10 | 23.3 | .481 | –   | .756 | 3.5 | 2.6 | .3  | .0  | 13.8 |
| 通算         | 通算         | 1,270 | –  | 36.6 | .439 | –   | .815 | 6.3 | 4.8 | 1.2 | .3  | 20.8 |

### プレーオフ
| シーズン | チーム | GP  | GS | MPG  | FG%  | 3P% | FT%  | RPG | APG | SPG | BPG | PPG  |
| -------- | ------ | --- | -- | ---- | ---- | --- | ---- | --- | --- | --- | --- | ---- |
| 1963     | BOS    | 11  | –  | 23.1 | .448 | –   | .667 | 4.8 | 1.5 | –   | –   | 11.8 |
| 1964     | BOS    | 10  | –  | 28.9 | .384 | –   | .795 | 4.3 | 3.2 | –   | –   | 15.7 |
| 1965     | BOS    | 12  | –  | 33.8 | .352 | –   | .836 | 7.3 | 2.4 | –   | –   | 18.5 |
| 1966     | BOS    | 17  | –  | 42.3 | .409 | –   | .841 | 9.1 | 4.1 | –   | –   | 23.6 |
| 1967     | BOS    | 9   | –  | 36.7 | .448 | –   | .803 | 8.1 | 3.1 | –   | –   | 27.4 |
| 1968     | BOS    | 19  | –  | 45.4 | .452 | –   | .828 | 8.6 | 7.5 | –   | –   | 25.9 |
| 1969     | BOS    | 18  | –  | 47.2 | .445 | –   | .855 | 9.9 | 5.6 | –   | –   | 25.4 |
| 1972     | BOS    | 11  | –  | 47.0 | .460 | –   | .859 | 8.4 | 6.4 | –   | –   | 27.4 |
| 1973     | BOS    | 12  | –  | 39.9 | .477 | –   | .824 | 5.2 | 5.4 | –   | –   | 23.8 |
| 1974     | BOS    | 18  | –  | 45.1 | .484 | –   | .881 | 6.4 | 6.0 | 1.3 | .3  | 27.1 |
| 1975     | BOS    | 11  | –  | 42.2 | .432 | –   | .868 | 5.2 | 4.6 | 1.5 | .1  | 21.1 |
| 1976     | BOS    | 15  | –  | 33.7 | .444 | –   | .809 | 3.7 | 3.4 | .8  | .3  | 13.2 |
| 1977     | BOS    | 9   | –  | 41.7 | .371 | –   | .820 | 5.4 | 6.9 | .9  | .4  | 18.3 |
| 通算     | 通算   | 172 | –  | 39.9 | .436 | –   | .836 | 6.9 | 4.8 | 1.1 | .3  | 22.0 |